# Carles Emili Montañès i Criquillion
Carles Emili Montañès i Criquillion (Barcelona, 1877 - Madrid, 1974) va ser un
enginyer industrial que treballà en dues companyies de tramvies de Barcelona, tingué un paper important en la fundació de la Barcelona Traction, Light and Power i de Ferrocarrils de Catalunya (1912). Fou president de Ferrocarril de Sarrià a Barcelona (1911), Governador Civil (1919), diputat al Congrés dels Diputats. En la dècada de 1940 recolzà a Joan March en el seu assalt a la Barcelona Traction. També fou president del Cercle Català de Madrid durant els anys seixanta.
Carles Montañès era fill de Julio Montañés, advocat nascut a l'Aragó, i Josefine Criquillion, ciutadana estatunidenca. Es va casar el 1905 amb Concepción Nohr Varela, matrimoni que es mantingué fins a la mort de l'esposa el 1961.

## Inicis professionals
El mes de juny de 1900, un cop finalitzats els estudis d'enginyeria, s'incorporà a l'empresa Barcelona Tramway Company com enginyer en cap. Va mantenir el càrrec quan Sofina comprà l'empresa i creà la seva successora, Les Tramways de Barcelone. La feina creà l'oportunitat perquè Dannie Heineman i Carles Montañès treballessin junts, iniciant una relació difícil que es feu palesa en el final de la Barcelona Traction. El nou estil de gestió de l'empresa, més centralitzat a Brussel·les, amb un major protagonisme de Dannie Heineman, no agradà a Carles Montañès, i aquest deixà l'empresa el mes de novembre de 1907.
Montañès va anar a treballar com a enginyer cap i director a l'empresa Tallers Alexander, la segona gran empresa barcelonina dedicada a la construcció de màquines de vapor, on executà la seva feina fins que va deixar-la el 1911 per anar a col·laborar amb Frederick Stark Pearson per constituir el grup de la Barcelona Traction.

## La visió de Montañès
La visió que tenia Carles Montañès era crear centrals hidroelèctriques que permetessin la substitució de les màquines de vapor de les fàbriques de Barcelona per motors elèctrics, així com el trasllat de les fàbriques de Barcelona cap el Vallés. El canvi d'ubicació seria més fàcil amb una línia ferroviària directa entre les dues zones, travessant la serra de Collserola.

## Els projectes de Montañès
A partir de 1908, la nova feina com a director de Tallers Alexander li deixava el suficient temps lliure per poder-se dedicar al seu gran projecte personal. Va dirigir els seus esforços a crear una via de comunicació que travessés la serra de Collserola i a projectar una central hidroelèctrica.

### La mina Grott
Per demostrar la viabilitat del ferrocarril el 1908 va construir-ne un de petit anomenat Mina Grott. Després de diversos problemes legals, denunciat pel Tren de Sarrià per la competència que feia deslleial al Funicular de Vallvidrera i per funcionar sense cap mena de concessió. Tot i que la justícia li donà la raó, l'obligaren a demanar-ne la concessió. Finalment després de moltes gestions va obtenir-ne una: la d'un ferrocarril de Sarrià a Les Planes.

### El projecte hidroelèctric
Carles Montañès va estimar que la demanda de potència de les fàbriques de Barcelona susceptible d'utilitzar l'energia elèctrica era de 110.000 HP. Per cobrir aquesta demanada amb energia elèctrica, només l'Ebre i els seus afluents pirinencs eren els rius amb el cabal suficient per construir una central hidroelèctrica que proporcionés la potència suficient. Va estudiar les possibilitats que oferien les vuit concessions d'aprofitament hidroelèctric en poder dels empresaris Ignasi Coll i Portabella i Julio Bielsa Perun, que abastaven el tram del riu Ebre entre la desembocadura del Segre fins a l'assut de Xerta sent la millor opció construir una presa de 50 metres d'alt a l'altura de Faió. Els propietaris de la concessió estaven disposats a vendre.
El pressupost total del projecte era d'uns 500 milions de pessetes: 250 per construir la central hidroelèctrica, 150 per la comunicació ferroviària entre Barcelona i el Vallés i 80 per les vies de comunicació i el sòl necessari que possibilités el trasllat de les fàbriques.

### La cerca de finançament local
Malgrat que l'import necessari ultrapassava les possibilitats de l'estalvi local, Montañès va oferir el finançament del seu projecte a la banca barcelonina. En primer lloc es dirigí a Manuel Arnús i Fortuny; el banquer va ser uns dels fundadors de la Companyia Barcelonina d'Electricitat, era membre del consell d'administració i estava familiaritzat amb projectes elèctrics. Adduí que el mercat no podia absorbir 100.000 cavalls de potència addicionals; la Companyia Barcelonina d'Electricitat tenia instal·lades tres màquines que podien produir fins a nou mil cavalls de potència i només en tenien en marxa una o dues. Encara que el preu del kilowatt baixés molt, el banquer pensava que el projecte no era viable.
El següent pas fou anar a la Banca Marsans, on se li proposà executar el projecte de forma esglaonada, invertint entre 5 i 10 milions anuals. Invertir 500 milions de cop semblava poc assenyat.

### La cerca de finançament internacional
Davant de la resposta local, Montañès va començar a cercar finançament a través de les seves coneixences internacionals. El projecte ferroviari el presentà a Dannie Heineman, com a conseller delegat de Les Tramways de Barcelone, però no despertà el seu interès. Pel projecte hidroelèctric va contactar amb Alfred Parrish, financer britànic. Aquest estudià el projecte conjuntament amb l'assessorament de l'enginyer Horace Field Parshall, el qual havia dissenyat la primera presa d'Assuan. El projecte avançà: Parrish comprà per mil lliures esterlines una opció de compra de les concessions, i també preparava una emissió d'obligacions per valor de 3 milions de lliures esterlines a la borsa de Londres per finançar el projecte. Però un fet inesperat ho aturà tot: el govern espanyol va mobilitzar reservistes catalans per a una guerra al Marroc, es desfermà la Setmana Tràgica a l'estiu de 1909 que acabà amb l'afusellament de Francesc Ferrer i Guàrdia en el mes d'octubre. La repercussió internacional dels fets fou molt negativa i la imatge del govern espanyol en el cercles financers britànics assolí un nou mínim, provocant un desinterès en els inversors. Parrish abandonà. Davant d'aquesta situació, Parshall va contactar amb Frederick Stark Pearson, enginyer nord-americà amb àmplia experiència en la promoció i execució de projectes hidroelèctrics de grans dimensions.
El primer contacte entre Montañés i Pearson es produí a Barcelona el 2 de juny de 1911. A Pearson el projecte li encaixà perfectament, i a partir d'aquest punt s'inicià el procés que duria al naixement de la Barcelona Traction, Light and Power.

## La Barcelona Traction
Per portar a terme els seus projectes va aconseguir el 1911 l'aval d'un enginyer estatunidenc, el Dr. Pearson el qual ja havia muntat diverses empreses de tramvies i companyies elèctriques per tot el món. Amb el Dr. Pearson fundà la Barcelona Traction Light & Power (popularment coneguda per la canadenca) i la companyia Ferrocarrils de Catalunya pel projecte de ferrocarril, i com a base compraren el Ferrocarril de Sarrià a Barcelona.
Durant la famosa vaga de la Barcelona Traction Light & Power del 1919 fou nomenat Governador Civil per intentar redreçar la situació. En no aconseguir-ho es veié obligat a dimitir.
Durant la guerra estigué en el bàndol franquista. Morí a Madrid a principis de l'any 1974.